# 빅마마 (텔레비전 프로그램)
《빅마마》는 대한민국 KBS에서 방영되었던 프로그램이다. 2007년 5월 6일에 첫방송되었다가 2007년 11월 4일 끝으로 폐지되었다.

## 기획 의도
아이를 키우면서 부딪히게 되는 문제를 해결해보는 신개념 육아 전문 프로그램이다.

## 출연진
- 이휘재
- 고영욱
- 장동민
- 김준호
- 유세윤
- 김구라
- 김종민

## 같이 보기
- 아빠! 어디가?